# Eren Jaeger

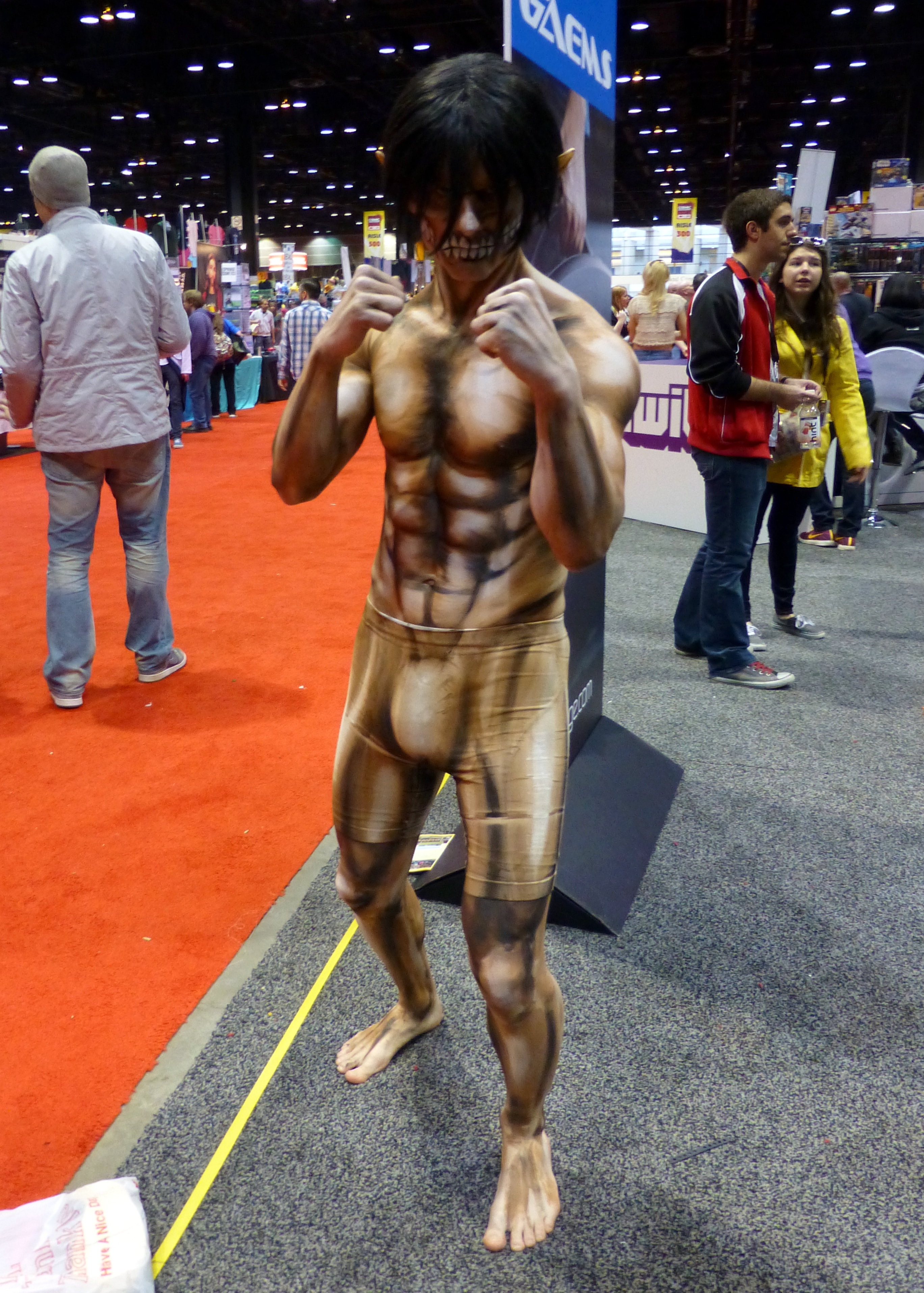
Cosplay przedstawiający Erena w formie tytana.

Eren Jaeger (jap. エレン・イェーガー Eren Yēgā) – postać fikcyjna, główny bohater serii Atak Tytanów. Koncepcja postaci została stworzona przez Hajime Isayamę. Głosu w anime użyczył mu Yūki Kaji.

## Opis postaci
Eren urodził się około 835 roku. Jest synem lekarza, dra Grishy Jaegera i jego drugiej żony Carli. Wraz z rodzicami i przybraną siostrą Mikasą mieszkał w miasteczku Shiganshina, przylegającym do zewnętrznego muru Maria. W 844 roku, znalazł Mikasę w rękach handlarzy ludźmi, których własnoręcznie zabił, a następnie oswobodził dziewczynę. Mikasa została wówczas przysposobiona przez Jaegerów. Rok później jego rodzinne miasto zostaje zaatakowane przez Opancerzonego i Kolosalnego Tytana, w wyniku czego inni tytani dostają się do środka. Po ucieczce z miasta, Eren, wraz z Mikasą i Arminem przebywają w obozie dla uchodźców, a w 847 dołączają do 104. Korpusu Treningowego. Po trzech latach treningu pod okiem Keitha Shadisa, Eren kończy szkolenie na piątym miejscu wśród swoich rówieśników. W trakcie ataku na miasto Trost, Eren zostaje połknięty przez jednego z tytanów i odkrywa w sobie zdolność do przemiany w tytana. Dzięki jego wysiłkom udaje się obronić Trost przed natarciem, lecz Jaeger zostaje postawiony przed sądem wojskowym i skazany na śmierć. Dzięki interwencji zarządcy Trostu, Dotta Pyxisa, Jaeger zostaje uniewinniony i skierowany do walki w celu odbicia miasta. Ponownie zmienia się w tytana, jednak traci nad sobą kontrolę i atakuje ludzi. Interwencja Armina umożliwia mu odzyskanie świadomości i wykonanie swojej misji, polegającej na przeniesieniu głazu i zatkaniu wyrwy w murze. Po walce Eren ponownie staje przed sądem wojskowym, w wyniku czego zostaje oddany Korpusowi Zwiadowczemu, podlegając bezpośrednio pod Levi’a Ackermanna. W czasie swojej pierwszej wyprawy na zewnętrzne tereny, jego grupa została zaatakowana przez Kobiecego Tytana. Wraz z Levi’em i jego przyboczną strażą, Erenowi udaje się zwabić Kobiecego Tytana w pułapkę i schwytać. Wkrótce potem jednak tytan uwalnia się i atakuje Jaegera. Niedługo później Eren, wraz z przyjaciółmi zastawiają w stolicy pułapkę na Annie Leonhart, którą podejrzewają o bycie Kobiecym Tytanem. Eren przybiera formę tytana i tym razem odnosi zwycięstwo nad Annie, która zostaje schwytana.

## Odbiór
W 2013 roku Eren Jaeger został uznany za czwartą najlepszą postać męską w cyklu Anime Grand Prix miesięcznika Animage. W tej samej kategorii, magazyn Newtype sklasyfikował Jaegera na ósmym miejscu. Według pierwszego rankingu popularności Bessatsu Shōnen Magazine, Eren został drugą najpopularniejszą postacią mangi Atak Tytanów. W drugim zestawieniu uplasował się na trzecim miejscu.